# Crossleyia
Genre
Crossleyia est un genre d'oiseaux de la famille des Bernieridae.

## Répartition
Ces oiseaux sont endémiques de Madagascar.

## Liste des espèces
Selon la classification de référence du Congrès ornithologique international (14.2, 2024) il comporte deux espèces :
- Crossleyia xanthophrys (Sharpe, 1875) — Foditany à sourcils jaunes
- Crossleyia tenebrosa (Stresemann, 1925) — Farifotra obscure

## Systématique
Le nom valide complet (avec auteur) de ce taxon est Crossleyia Hartlaub, 1877.